# Römisch-katholische Kirche in Äquatorialguinea

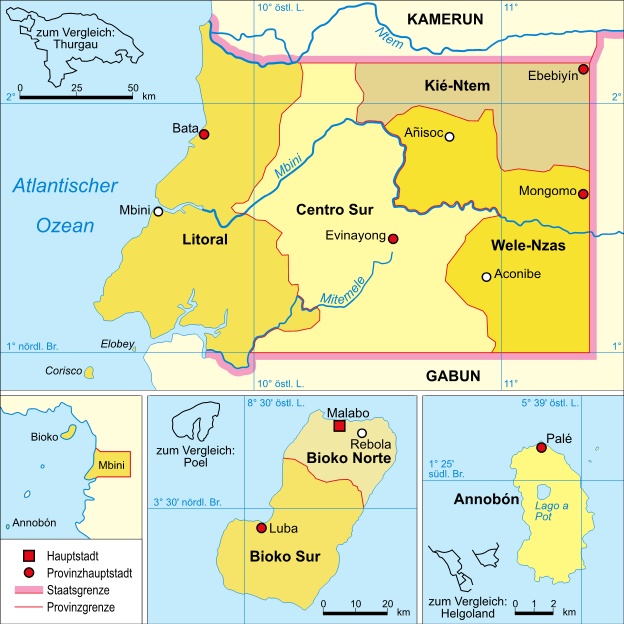
Übersichtskarte Äquatorialguinea

Die Römisch-katholische Kirche in Äquatorialguinea ist Teil der weltweiten römisch-katholischen Kirche. 

## Geschichte
1855 wurde eine Apostolischen Präfektur zusammen mit den Inseln Annobón, Corisco und Fernando Póo eingerichtet, die später durch den Orden der Claretiner verwaltet wurde. 1904 wurde die Präfektur zum Apostolischen Vikariat erhoben. 1966 wurde das erste Bistum Bata gegründet.
Mit der Machtübernahme des Francisco Macías Nguema 1968 wurde das religiöse Leben bis zu dessen Sturz 1979 eingeschränkt. 1976 wurden alle Kirchen geschlossen und das Land zum atheistischen Staat erklärt. Erst nach dem Staatsstreich von 1981 verbesserte sich die Situation unter Teodoro Obiang Nguema Mbasogo, ist aber weiter angespannt.
Papst Johannes Paul II. besuchte 1982 Äquatorialguinea (Auslandsreisen des Papstes Johannes Paul II.). 

## Kirche
In Äquatorialguinea sind circa 90 % der Gesamtbevölkerung Angehörige der katholischen Kirche, mithin 450.000 Katholiken. Es gibt vier Diözesen und eine Erzdiözese, die in der Bischofskonferenz von Äquatorialguinea („Conferencia Episcopal de Guinea Ecuatorial“) zusammengeschlossen sind. Vorsitzender der Bischofskonferenz ist seit Anfang 2022 der Bischof von Mongomo, Juan Domingo-Beka Esono Ayang CMF.
Vertreter des Heiligen Stuhls in Äquatorialguinea – der Apostolische Nuntius – ist seit dem 30. August 2023 Erzbischof José Avelino Bettencourt. Sein Amtsbereich umfasst neben Äquatorialguinea auch Kamerun.
Liturgiesprache ist Spanisch, seit September 1997 wird auch zunehmend Französisch gesprochen.

## Bistümer
- Erzbistum Malabo
  - Bistum Bata
  - Bistum Ebebiyin
  - Bistum Evinayong
  - Bistum Mongomo